# Belgique aux Jeux mondiaux
 (août 2025).
La Belgique a participé à toutes les éditions des Jeux mondiaux depuis la création de ceux-ci en 1981 à Santa Clara aux États-Unis.
L'athlète ayant rapporté le plus de médailles dans l'histoire des Jeux mondiaux pour la Belgique est Bart Swings participant aux épreuves de roller et ayant à lui seul gagné 8 médailles d'or, 2 médailles d'argent et 2 médailles de bronze. Il est en même temps le 4e athlète le plus médaillé de l'histoire des Jeux mondiaux.

## Bilan général

### Total des médailles
Après la fin des Jeux mondiaux de 2022, la Belgique totalise 130 médailles composées de 41 médailles d'or, 43 médailles d'argent et 46 médailles de bronze en 11 participations aux Jeux mondiaux ce qui donne une moyenne de 11,8 médailles gagnées par édition.

### Classements
La Belgique se classe en 14e positions du tableau des médailles totales des Jeux mondiaux depuis sa création en 1981.
Le meilleur classement atteint par la Belgique sur une édition est une 7e place obtenue durant les 2022 à Birmingham avec 11 médailles d'or, 4 médailles d'argent et 5 médailles de bronze.
En ce qui est des athlètes, le meilleur athlète belge de tous les temps aux Jeux mondiaux est Bart Swings qui se classe 4e des meilleurs athlètes de tous les temps aux Jeux mondiaux totalisant 8 médailles d'or, 2 médailles d'argent et 2 médailles de bronze.

### Les records
La Belgique a battu son record de médailles lors des 2022 empochant 11 médailles d'or, 4 médailles d'argent et 5 médailles de bronze. Cette performance a permis au pays d'atteindre son meilleur classement à savoir une 7e position au tableau des médailles.
Lors de cette même édition, Bart Swings devient l'athlète le plus médaillé de la Belgique sur une seule édition après avoir remporté 4 médailles d'or et 1 médaille de bronze. Il est par ailleurs le 2e athlètes le plus médaillé des Jeux mondiaux de 2022.

## Résultats

### Résultats par année
| Jeux             |    |    |    | Total | Rang |
| ---------------- | -- | -- | -- | ----- | ---- |
| 1981 Santa Clara | 3  | 0  | 4  | 7     | 11e  |
| 1985 Londres     | 1  | 4  | 4  | 9     | 15e  |
| 1989 Karlsruhe   | 2  | 1  | 3  | 6     | 13e  |
| 1993 La Haye     | 3  | 5  | 4  | 12    | 14e  |
| 1997 Lahti       | 6  | 3  | 4  | 13    | 9e   |
| 2001 Akita       | 2  | 5  | 4  | 11    | 15e  |
| 2005 Duisbourg   | 2  | 4  | 5  | 11    | 19e  |
| 2009 Kaohsiung   | 2  | 4  | 1  | 7     | 17e  |
| 2013 Cali        | 2  | 4  | 4  | 10    | 19e  |
| 2017 Wrocław     | 7  | 9  | 8  | 24    | 10e  |
| 2022 Birmingham  | 11 | 4  | 5  | 20    | 7e   |
| 2025 Chengdu     | 5  | 5  | 6  | 16    | 16e  |
| Total            | 46 | 48 | 52 | 146   | 14e  |

### Évolution du classement général
| Année                              | 1981 | 1985 | 1989 | 1993 | 1997 | 2001 | 2005 | 2009 | 2013 | 2017 | 2022 | 2025 |
| Classement de l'édition            | 11e  | 15e  | 13e  | 14e  | 9e   | 15e  | 19e  | 17e  | 19e  | 10e  | 7e   | 16e  |
| Classement total suite à l'édition | 11e  | 13e  | 14e  | 15e  | 14e  | 14e  | 14e  | 16e  | 16e  | 16e  | 14e  | 14e  |
| ---------------------------------- | ---- | ---- | ---- | ---- | ---- | ---- | ---- | ---- | ---- | ---- | ---- | ---- |

## Sports
Le sport dans lequel la Belgique a gagné le plus de médailles aux Jeux mondiaux est le roller. Ce nombre important de médailles est notamment expliqué par les performances de Bart Swings et de Sandrine Tas dans ce sport. En effet ces deux athlètes sont respectivement à la 1re et la 5e du classement des Belges les mieux médaillés dans l'histoire ce ces Jeux.
Le sport d'équipe ayant rapporté le plus de médailles à la Belgique aux Jeux mondiaux est le Korfball, sport dans lequel la Belgique a échoué à 9 reprises en finale contre les Pays-Bas.

### Médailles par sport
Actualisé après les Jeux mondiaux de 2025
| Place | Sport                     | 1981-2022 | 1981-2022 | 1981-2022 | 1981-2022 | Rang |
| Place | Sport                     |           | T         |           |           | Rang |
| 1     | Roller                    | 13        | 8         | 14        | 35        | 4e   |
| 2     | Sauvetage                 | 8         | 4         | 8         | 20        | 5e   |
| 3     | Gymnastique               | 5         | 5         | 8         | 18        | e    |
| 4     | Ju-Jistu                  | 5         | 2         | 6         | 13        | 6e   |
| 5     | Jeu de boules             | 2         | 4         | 3         | 9         | 6e   |
| 6     | Triathlon                 | 2         | 4         | 3         | 9         | 2e   |
| 7     | Bowling                   | 2         | 2         | 0         | 4         | 10e  |
| 8     | Ski nautique et Wakeboard | 2         | 0         | 3         | 5         | e    |
| 9     | Escalade                  | 2         | 0         | 0         | 2         | e    |
| 10    | Tir à l'arc               | 1         | 2         | 0         | 3         | e    |
| 11    | Billard                   | 1         | 1         | 2         | 4         | 7e   |
| 12    | Course d'orientation      | 1         | 1         | 0         | 2         | e    |
| 13    | Pêche                     | 1         | 0         | 0         | 1         | e    |
| 13    | Squash                    | 1         | 0         | 0         | 1         | 7e   |
| 15    | Korfball                  | 0         | 10        | 2         | 12        | 2e   |
| 16    | Haltérophilie             | 0         | 3         | 1         | 4         | e    |
| 17    | Tir à la corde            | 0         | 1         | 1         | 2         | e    |
| 18    | Karaté                    | 0         | 1         | 0         | 1         | e    |
| 19    | Culturisme                | 0         | 0         | 1         | 1         | e    |
| Total | Total                     | 41        | 43        | 46        | 130       | 14e  |
| 1     | Sports non collectifs     | 46        | 38        | 49        | 132       |      |
| 2     | Sports collectifs         | 0         | 11        | 3         | 14        |      |
| Place | Sport                     | 1981-2025 | 1981-2025 | 1981-2025 | 1981-2025 | Rang |
| Place | Sport                     |           | T         |           |           | Rang |

## Athlètes

### Top 10 des athlètes belges les mieux médaillés auxJeux mondiaux
| Place | Athlète            | Sport       | 1981-2022 | 1981-2022 | 1981-2022 | 1981-2022 |
| Place | Athlète            | Sport       | T         |           |           |           |
| 1     | Bart Swings        | Roller      | 8         | 2         | 2         | 12        |
| 2     | Bart Reymen        | Sauvetage   | 3         | 0         | 0         | 3         |
| 3     | Bieke Vandenabeele | Sauvetage   | 2         | 2         | 2         | 6         |
| 4     | Amal Amjahid       | Ju-Jitsu    | 2         | 0         | 0         | 2         |
| 5     | Sandrine Tas       | Roller      | 1         | 4         | 1         | 6         |
| 6     | Aurélie Goffin     | Sauvage     | 1         | 1         | 1         | 3         |
| 6     | Sophie Boogaerts   | Sauvage     | 1         | 1         | 1         | 3         |
| 8     | Francis Notenboom  | Tir à l'arc | 1         | 1         | 0         | 2         |
| 8     | Gery Verbruggen    | Bowling     | 1         | 1         | 0         | 2         |
| 8     | Hans Bylemans      | Sauvetage   | 1         | 1         | 0         | 2         |
| 8     | Linda Goblet       | Pétanque    | 1         | 1         | 0         | 2         |
| 8     | Maurine Ricour     | Triathlon   | 1         | 1         | 0         | 2         |